# Philipp Plener
Philipp Plener war ein deutscher Täufer. Er lebte im 16. Jahrhundert und war Gründer der nach ihm benannten Philipper in Mähren und Oberösterreich. Plener war zum Teil auch seinem Beruf entsprechend als Philipp Weber bekannt. Die ebenfalls verbreitete Umschreibung Blauärmel verweist auf das Färberhandwerk.

## Leben
Philipp Pleners Geburtsort ist nicht bekannt. Es wird jedoch angenommen, dass er in Zaisersweiher bei Bruchsal in Baden geboren wurde. Im Jahr 1526 oder 1527 traf Plener in Straßburg erstmals auf Vertreter der radikal-reformatorischen Täuferbewegung und wurde bald selbst einer ihrer Prediger. Hierbei konzentrierte er seine Arbeit vor allem auf Bruchsal, das Umland der Stadt und den Kraichgau. Dort konnte bald eine relativ große Täufergemeinde sammeln. Im Jahr 1530 soll die auf Plener zurückgehende Gemeinde etwa 500 Personen umfasst haben. Im Jahr 1527 lebte Plener schließlich für zwei Monate in Augsburg, wo er im Haus der Witwe des zuvor ermordeten Hans Leupold Unterkunft fand.
Nachdem die Verfolgung der Täufer im süddeutschen Raum zunahm, emigrierte Plener schließlich mit einem Teil seiner Gemeinde ins mährische Rossitz, wo sie in der ersten Zeit mit einer von Gabriel Ascherham betreuten Gruppe schlesischer Täufer zusammen lebten. Kurze Zeit später übersiedelte die Gruppe um Plener ins nahe Auspitz und gründete hier einen auf dem Prinzip der urgemeindlichen Gütergemeinschaft beruhenden Bruderhof. Dort sammelte Plener vor allem Täufer aus Baden, Schwaben, Hessen, der Pfalz und dem Rheinland. In Auspitz traf die Gemeinde um Plener bald auch auf eine Gruppe aus Austerlitz übersiedelter Täufer, die ebenfalls einen Bruderhof etablierten. Unter ihnen befand sich auch Wilhelm Reublin. 1531 bildeten diese drei kommunitär lebenden Täufergruppen einen losen Zusammenschluss mit zusammen etwa 4000 Gemeindegliedern. Zwei Jahre später jedoch trennten sich die drei Gruppen wieder und entwickelten sich in den folgenden Jahren als eigenständige täuferische Denominationen. Die nach Plener benannten Philipper umfassten in diesen Jahren etwa 400 Personen. Neben Mähren konnten die Philipper 1534 auch Gemeinden in Oberösterreich gründen.
Nachdem es 1535/1536 auch in Mähren eine kürzere Verfolgungswelle und entsprechende Ausweisungsmandate gegeben hatte, übersiedelten die Philipper größtenteils wieder in ihre südwestdeutsche Heimat. Eine kleine Gruppe philippischer Täufer wurde bei ihrer Rückreise im Spätsommer 1535 in Passau festgenommen und für mehrere Jahre im Kerker des Passauer Schlosses festgehalten, wo sie schließlich einen Teil der Lieder des Ausbundes verfassten. Pleners eigenes Schicksal liegt nach der Auswanderung aus Mähren im Dunkeln. Es wird vermutet, dass Plener noch nach Baden oder Württemberg zurückkehren konnte, dort jedoch kurze Zeit später starb.